# Свинеопашат лангур
Свинеопашатият лангур (Simias concolor) е вид бозайник от семейство Коткоподобни маймуни (Cercopithecidae), единствен представител на род Simias. Видът е критично застрашен от изчезване.

## Разпространение
Разпространен е в Индонезия (Суматра).